# Max Aitken, I barone di Beaverbrook
William Max Aitken, 1º barone di Beaverbrook (Toronto, 25 maggio 1879 – Leatherhead, 9 giugno 1964), è stato un editore e politico britannico.
Concepì il giornalismo come evasione e provocazione, dando alla vita mondana il sapore di una favola popolare, alla politica quello di un attacco personale, alla cronaca quello di un dramma, all'impaginazione quello di un cartellone pubblicitario.
Canadese d'origine, a 31 anni era il magnate del cemento nel suo Paese, e deputato conservatore in Inghilterra. Legò la sua fortuna politica al liberale Lloyd George, e ne ebbe il titolo di pari a soli 37 anni e il Ministero dell'Informazione, creato apposta per lui, a 38 anni.
Nel 1917 acquistò un quotidiano, il Daily Express, che con l'Evening Standard ed il Sunday Express, da lui fondato nel 1921, costituirono il più importante trust giornalistico britannico nei decenni successivi: un inglese su quattro leggeva i suoi giornali.
Isolazionista, imperialista, protezionista, irriducibile avversario di ogni riforma o abbandono del passato, diresse i suoi giornali come un sovrano assoluto, quasi esclusivamente per telefono, e ne fece i suoi portavoce personali, gli strumenti delle sue opinioni e delle sue famose vendette politiche. Disse una volta: faccio un giornale come strumento di propaganda e per nessun altro scopo.
Durante la seconda guerra mondiale fu, con l'appoggio di Winston Churchill, il dinamico ministro della produzione aeronautica, nel periodo cruciale della Battaglia d'Inghilterra. Da una sua richiesta venne prodotta una autoblindo leggera a cui venne data la denominazione di Beaverette in suo onore.